# Cestrum mandonii
Cestrum mandonii là loài thực vật có hoa trong họ Cà. Loài này được Rusby mô tả khoa học đầu tiên năm 1907.